# Bengalischer Tiefseefächer

Golf von Bengalen

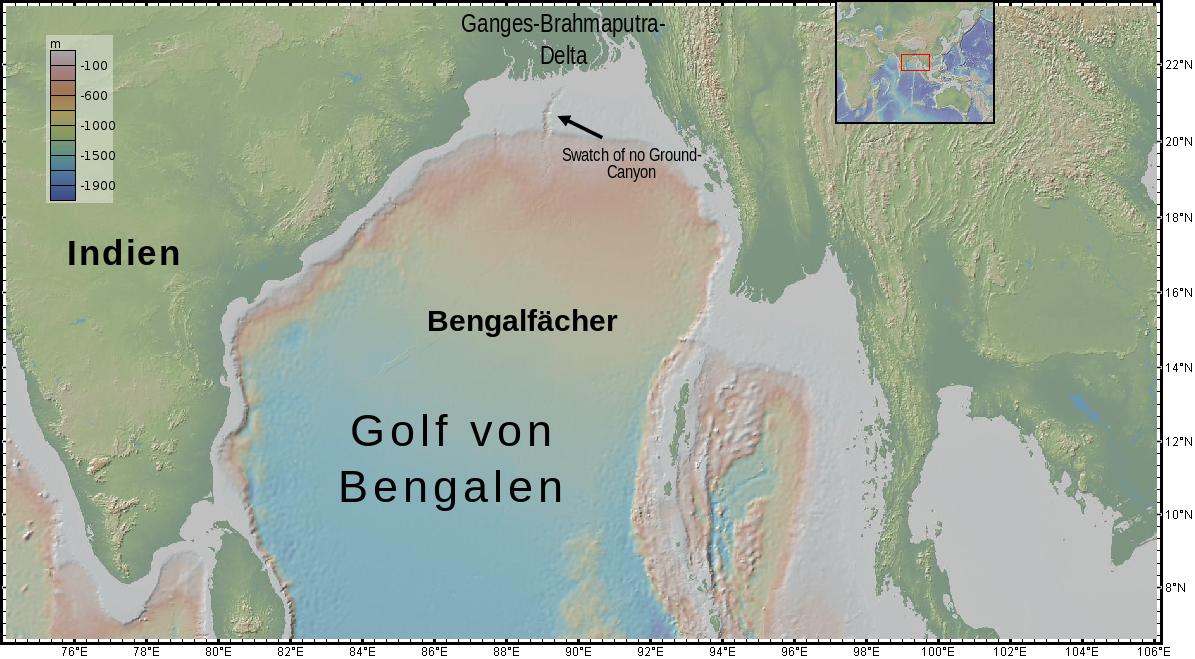
Der Bengalfächer bildet den Meeresboden im Golf von Bengalen, der vom Ganges-Delta zum Indischen Ozean abfällt, im Norden ist der submarine Canyon „Swatch of No Ground“ erkennbar.

Der Bengalische Tiefseefächer ist der größte zusammenhängende und heute aktive Tiefseefächer der Erde. Er baut sich östlich und südöstlich von Indien im Golf von Bengalen durch die Sedimentzufuhr von Ganges und Brahmaputra auf.

## Entstehung und Morphologie

### Entstehung
Der Bengalfächer erstreckt sich vom Gangesdelta im Norden bis zu etwa sieben Grad südlicher Breite und erreicht damit eine Länge von fast 3000 Kilometern bei einer Fläche von mehr als drei Millionen Quadratkilometern. Die Dicke der Sedimente erreicht im nördlichen Bereich mehr als zehn und nahe der Flussmündungen bis zu fünfzehn Kilometer. Der Entstehung des Fächers nahm ihren Anfang bereits vor etwa 55 Millionen Jahren, als Indien bei der Wanderung nach Norden mit der eurasischen Platte kollidierte. Mit dem Beginn der Hebung des Himalaya und des Hochlands von Tibet vor etwa vierzig Millionen Jahren und der damit einhergehenden Erosion des jungen Gebirges nahm die Sedimentfracht rapide zu, wobei etwa siebzig Prozent des Materials vom Ganges und dem Brahmaputra in den Golf von Bengalen transportiert werden. Jährlich werden auf diese Weise etwa zwei Milliarden Tonnen Sediment in Form von Turbiditen abgelagert, sodass inzwischen ein Vielfaches der heutigen Masse des Himalaya-Gebirges auf dem Grund des Ozeans zu liegen gekommen ist. Besonders mächtig sind die Ablagerungen aus dem Quartär, wo die Gletschererosion die Abtragung des Gebirges rapide beschleunigte.

### Submarine Canyons
Die gesamte Fläche des Fächers ist von einem umfangreichen und sich ständig verändernden Netz aus untermeerischen Schluchten durchzogen, durch die Trübeströme ihre Fracht bis weit nach Süden tragen. Dieser Mechanismus bietet auch eine Erklärung dafür, wie die Turbidite trotz der nach Süden hin bis nahe null Grad abnehmenden Hangneigung des Fächers so enorme Strecken zurücklegen konnten. Der größte Teil der Sedimente wird heute in Richtung Südsüdwest bis vor die Südküsten Indiens und Sri Lankas transportiert.
Ein markanter submariner Canyon, der Swatch of No Ground, zieht sich durch den nördlichen Bengalfächer in südsüdwestliche Richtung. Er ist seit dem späten Quartär wichtiger Kanal für die Verfrachtung von Sedimenten aus dem Ganges-Flusssystem weit in den Golf von Bengalen.

### Nikobar-Fächer
Der östlich gelegene Nikobar-Fächer war einst ein Teil des Bengalfächers. Im frühen Quartär schloss der Neunzig-Grad-Ost-Rücken, der sich durch die Subduktion des Meeresbodens im Sundagraben der eurasischen Platte angenähert hatte, die schmale Lücke zu den Nikobaren und schnitt damit den dahinter liegenden Fächer von der Sedimentzufuhr ab, sodass die Mächtigkeit der dortigen Ablagerungen nur etwa einen Kilometer beträgt.